# 國家電影中心 (越南共和國)
國家電影中心，是越南共和國文化部通訊科電影室負責主管電影事務的機構，存在於1959年至1977年。

## 歷史
1950年代，在世界電影業不斷進步的背景下，越南共和國政府決定設立一個專門管理電影的機構，以初步有利於對公民和國際友人進行新政權的教育和宣傳工作，然後推動服務貿易業振興經濟。
早於1955年，越南國首相吳廷琰簽署決定在文化部通訊科下設立電影室（Phòng điện ảnh），可是這個機構大多數人員並沒有接受過正規電影訓練，完全依賴法國專家，還要借用法國遠征軍電影室的技術。所以，在越南共和國政權成立後，吳廷琰總統主張派遣年輕專家團隊前往荷里活學習最先進的電影技術，一切技術手段都尋求美國政府的協助，並與菲律賓專家協調推動高水準影院。
1959年，國家電影中心成立，最初仿照法國的一個類似機構，此後積極與一些歷史悠久的私人電影製片廠合作，為越南專家製作政治和軍事宣傳紀錄片，以實踐他們從美國和法國所學得的技術。中心成立初期的員工包括有19位導演，13位攝影專家，5位錄音專家和2位電影剪輯專家。
第一共和國時期，國家電影中心是越南共和國唯一訓練電影專家的機構，同時擁有東南亞最先進用於錄製和沖印紀錄片的設備系統。有時候中心還與私人公司共同提供資金和人力資源製作高品質的故事片，以建立具有國際競爭力的越南電影業，為國內經濟帶來利潤。然而這段時期處於國家電影中心的電影產業僅僅停留在黑白電影上。通常個人或中型私人電影製片廠會聘請國家電影中心來沖印和製作他們的作品，然後到通訊科登記，在戲院向觀眾做廣告，只有極少數大型私人電影公司將電影底片帶到香港、台灣和日本沖印及沖洗彩色底片。
第二共和國時期，由於戰況激烈，國家電影中心有戰地記者團隊隨時準備奔赴戰事地區拍攝最有價值的場面，讓公眾和國際友人了解戰爭本質。這段時期，中心開始嘗試彩色冲印技術，但只是為了製作投資昂貴的長片，因為當時的越南共和國電影與台灣、泰國和柬埔寨的新興電影相比正在衰落。除製作和冲印外，中心也組成流動電影放映隊向城市和鄉村的大眾階層放映電影，及時向公眾宣傳政策教育和戰爭訊息，所有費用由政府承擔。
1975年4月30日西貢淪陷前不久，國家電影中心意識到政治局勢越來越不利，決定將大量重要底片移交給美國和澳洲的軍事電影專家，主要包括公開和機密的紀錄片。越共接管後，國家電影中心剩餘的大部分電影作品（包括紀錄片和長片）被越南人民軍的電影專家團隊密封運到河內保存，只有少數資料和中心設施被分配到解放電影製片廠臨時管理。
1976年初，國家電影中心更名為西貢解放電影中心（Trung tâm Điện ảnh Sài Gòn Giải phóng），直到1977年中解散。這短短的時間只製作了幾部關於西貢市中心及周邊地區生活的新聞影片，中心主要保持移動投影方式。設備和人員被分配到解放電影製片廠和西貢解放電視台。

## 人員
- 主任：黎瓊
- 副主任：范維，黎煌華
- 專家：黃永祿，黃仲⋯

## 作品列表
紀錄片
- 海的兒子（Đứa con của biển cả）（柏林影展特別獎）（1959年）
- 婦女衣服（Y phục phụ nữ）（越南傳統女裝改造過程）
- 年輕的香平（Non nước Hương Bình）（心理景觀）
- 越南漆器（Sơn mài Việt Nam）（彩色片）
- 春天來了（Xuân về）（春節習俗）
- 山地舞（Điệu xòe sơn cước）（北越泰舞）
- 四靈之舞（Múa tứ linh）
- 定唱（Hát bộ）
- 中部地區舞蹈（Điệu hò Miền Trung）
- 越南！越南！（Vietnam! Vietnam!）（1967年）
- 西貢，目標為零（Saigon, Target Zero）（1968年）
- 1975年5月西貢：解放初期（Sài Gòn tháng 05 năm 1975: Những ngày đầu giải phóng）
- 1975年5月15日和9月2日慶祝國家統一國慶遊行（Lễ duyệt binh 15 tháng 05 và 02 tháng 09 năm 1975 mừng đất nước thống nhất và quốc khánh）

長片
- 我們想要生存（1956年）
- 血衣（1959年）
- 請把這裡當作家鄉（1970年）
- 鸞眼絨（1970年）
- 我活下去的理由（1970年）
- 砂石（1971年）
- 令小姐為花祈禱（1972年）
- 洗恨寶劍（1972年）
- 許家鬼魂（1973年）
- 我的學校（1973年）
- 不得已的百萬富翁（英语：The Reluctant Millionaire）（1973年）
- 請別拋棄我（1974年）
- 攝小姐（1976年）

## 來源

### 書籍
- 黎光清心（Lê Quang Thanh Tâm），南方電影隨波逐流的歷史（Điện ảnh miền Nam trôi theo dòng lịch sử），胡志明市文藝出版社，西貢，2015年

### 網站
- Khôi phục những di sản điện ảnh Sài Gòn trước 1975 （页面存档备份，存于）